# L'Amie
Pour plus de détails, voir Fiche technique et Distribution.
L'Amie (Heller Wahn) est un film dramatique ouest-germano-français réalisé par Margarethe von Trotta, sorti en 1983.

## Fiche technique
- Titre : L'Amie
- Titre original : Heller Wahn
- Réalisation : Margarethe von Trotta
- Scénario : Margarethe von Trotta
- Production : Eberhard Junkersdorf et Margaret Ménégoz
- Musique : Nicolas Economou
- Photographie : Michael Ballhaus
- Pays d'origine :  Allemagne de l'Ouest -  France
- Format : Couleurs
- Genre : drame
- Durée : 105 minutes
- Date de sortie : 1983

## Distribution
- Hanna Schygulla : Olga
- Angela Winkler : Ruth
- Peter Striebeck : Franz
- Christine Fersen :  Erika
- Franz Buchrieser : Dieter
- Wladimir Yordanoff :  Alexaj